# Ioan Dejoianu
Ioan Dejoianu (n. 28 decembrie 1871 - d. ?) a fost unul dintre ofițerii Armatei României, care a exercitat comanda unor mari unități și unități militare, pe timp de război, în perioada Primului Război Mondial și operațiilor militare postbelice. 
A îndeplinit funcții de comandant de regiment și de brigadă în campaniile din anii 1916-1919.

## Cariera militară
După absolvirea școlii militare de ofițeri cu gradul de sublocotenent, Constantin Neculcea a ocupat diferite poziții în cadrul unităților de artilerie sau în eșaloanele superioare ale armatei, cea mai importantă fiind cea de comandant al Regimentului 5 Artilerie.
În perioada Primului Război Mondial a îndeplinit funcțiile de comandant al Regimentului 5 Artilerie și comandant al Brigăzii 12 Artilerie, distingându-se în mod special în cursul Bătăliei din Valea Jiului, din anul 1916.
A fost decorat cu Ordinul „Mihai Viteazul”, clasa III, pentru modul cum a condus detașamentul mixt format din trupe ale Diviziei 1 Infanterie în timpul contraatacului decisiv din A doua bătălie de pe Valea Jiului, din toamna anului 1916.
„Pentru vitejia și destoinicia cu care a condus operațiile de la Jiu, între 28 și 30 septembrie 1916, cucerind Muntele Muncelu, Tiglăul Mic și Mare și Zănoaga și aruncând pe inamic peste frontieră. S-a distins apoi prin energia cu care a condus detașamentul de la Cerna, între 12 și 17 octombrie 1916, în Valea Jiului.”
Înalt Decret no. 570 din 12 iunie 1917:p. 85
În cadrul acțiunilor militare postbelice, a comandat Brigada 2 Artilerie, în timpul operației ofensive la vest de Tisa.:p. 333

## Decorații
- Ordinul „Coroana României”, în grad de ofițer (1912) [1]:p. 628
- Ordinul „Mihai Viteazul”, clasa III, 12 iunie 1917[6]:p. 85